# Erstlesebuch

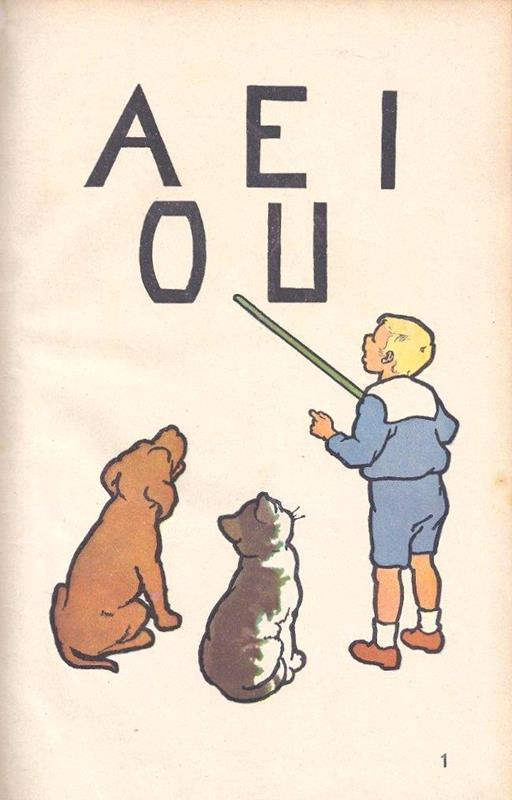
Erstlesebuch von 1917 mit Bildern von Gertrud Caspari

Ein Erstlesebuch ist ein Buch, das sich gut als erste Lektüre für Kinder in der ersten Klasse der Volksschule oder Grundschule eignet. Es wird auch als Fibel bezeichnet und enthält oft eine Kombination von Buchstaben des Alphabets, Silben, Wörtern und einfachen Sätzen um in das Lesenlernen einzuführen.

## Inhalt
Erstlesebücher haben eine sehr einfache und verständliche Handlung, zeichnen sich durch vereinfachte Sprache aus und handeln von Themen, die Kinder in diesem Alter ansprechen (z. B. Piraten, Ritter, Indianer, Fußball, Schule). Sie sind gut gegliedert, enthalten oft mehrere kurze Geschichten, haben aber weniger Illustrationen als Bilderbücher. Die Geschichten erscheinen mit Großdruck, oft wird die in den Schulbüchern verwendete Schrift verwendet. Erstlesebücher sind meistens 20–40 Seiten lang. Es gibt auch verschiedene Schwierigkeitsstufen.

## Deutschland
In Deutschland werden Erstlesebücher unter anderen beim Loewe-Verlag (Leselöwen-Reihe), beim Arena Verlag (Bücherbär-Reihe) oder beim Ravensburger-Verlag herausgegeben.
Ein pädagogisch angelegtes Konzept für Erstlesebücher entwickelte 1981 Peter Conrady (Universität Dortmund), das heute unter dem Namen Bücherbär-Leseschule bekannt ist. Seitdem erschienen viele Bücherbär-Bücher (Arena Verlag) von verschiedenen Autoren. Das Leselernkonzept umfasst fünf Stufen und basiert auf der Idee, Erfolgserlebnisse beim Lesen zu generieren und den Spaß am Lesen zu fördern. So sind die Texte der Bücher der ersten Lesestufe mit Bildern durchsetzt, die Substantive ersetzen. Die Schrift ist groß, der Text in Sinnabschnitte eingeteilt. Neben Bildern gehören kleine Rätsel und Textverständnisfragen zum Konzept der Bücherbär-Leseschule.
Im Herbst 1981 startete der in Hamburg ansässige Verlag Friedrich Oetinger seine erste Reihe für Leseanfänger "Sonne, Mond und Sterne" mit zunächst sechs Titeln, u. a. von James Krüss, Astrid Lindgren und Paul Maar.  Ziel des Verlages war, mit Texten bekannter Autoren, kindgerechten Inhalten und vielen Illustrationen neben der Lese-Technik auch die Freude an Literatur zu vermitteln.
1995 kam unter der didaktischen Beratung von Wilhelm Topsch eine zweite Reihe für Leseanfänger hinzu: "Laterne, Laterne". Im Herbst 2002 folgte eine englischsprachige Reihe "Magic Lantern" mit Übersetzungen von Erstlese-Bestsellern bekannter Autoren wie Cornelia Funke oder Christine Nöstlinger; 2004 startete mit der Reihe "Lampion magique" ein ähnliches Angebot auf Französisch. (Beide Reihen sind nicht mehr aktiv.) 2013 gingen die bisherigen Reihen in der nach Schulklassen differenzierten Reihe "Büchersterne" auf, diese wiederum sukzessive ab 2019 in der aktuellen Reihe "Lesestarter", aufgeteilt in drei Lesestufen, mit großer Fibelschrift, einfachen Wörtern und kurzen Sätzen sowie einem hohen Bildanteil.

## Schweiz
Da die Bildungshoheit bei den Kantonen liegt, werden die Lehrmittel von den Kantonen herausgegeben. Bis im 20. Jahrhundert hatte jeder Kanton sein eigenes Erstlesebuch, das auch dessen Eigenheiten (Sprache, Kultur usw.) berücksichtigte. Der Schweizerische Lehrer- und  Lehrerinnenverein  beschloss ein Erstlesebuch in deutscher Sprache für die Deutschschweiz zu schaffen, in das neuere Entwicklungen einfließen sollten: Von 1925 bis in die 1980er Jahre gab er die sogenannte Schweizerfibel in mehreren Auflagen heraus.